# The Monument Airport
The Monument Airport (engelska: Phosphate Hill Airport) är en flygplats i Australien. Den ligger i kommunen Cloncurry och delstaten Queensland, omkring 1 500 kilometer nordväst om delstatshuvudstaden Brisbane.
Trakten runt The Monument Airport är nära nog obefolkad, med mindre än två invånare per kvadratkilometer.. Det finns inga samhällen i närheten. 
Omgivningarna runt The Monument Airport är i huvudsak ett öppet busklandskap. Genomsnittlig årsnederbörd är 310 millimeter. Den regnigaste månaden är februari, med i genomsnitt 103 mm nederbörd, och den torraste är augusti, med 1 mm nederbörd.